# Tosktjärnen (Arvidsjaurs socken, Lappland, 727063-163176)
Tosktjärnen är en sjö i Arvidsjaurs kommun i Lappland och ingår i Skellefteälvens huvudavrinningsområde.